# Jean Robin

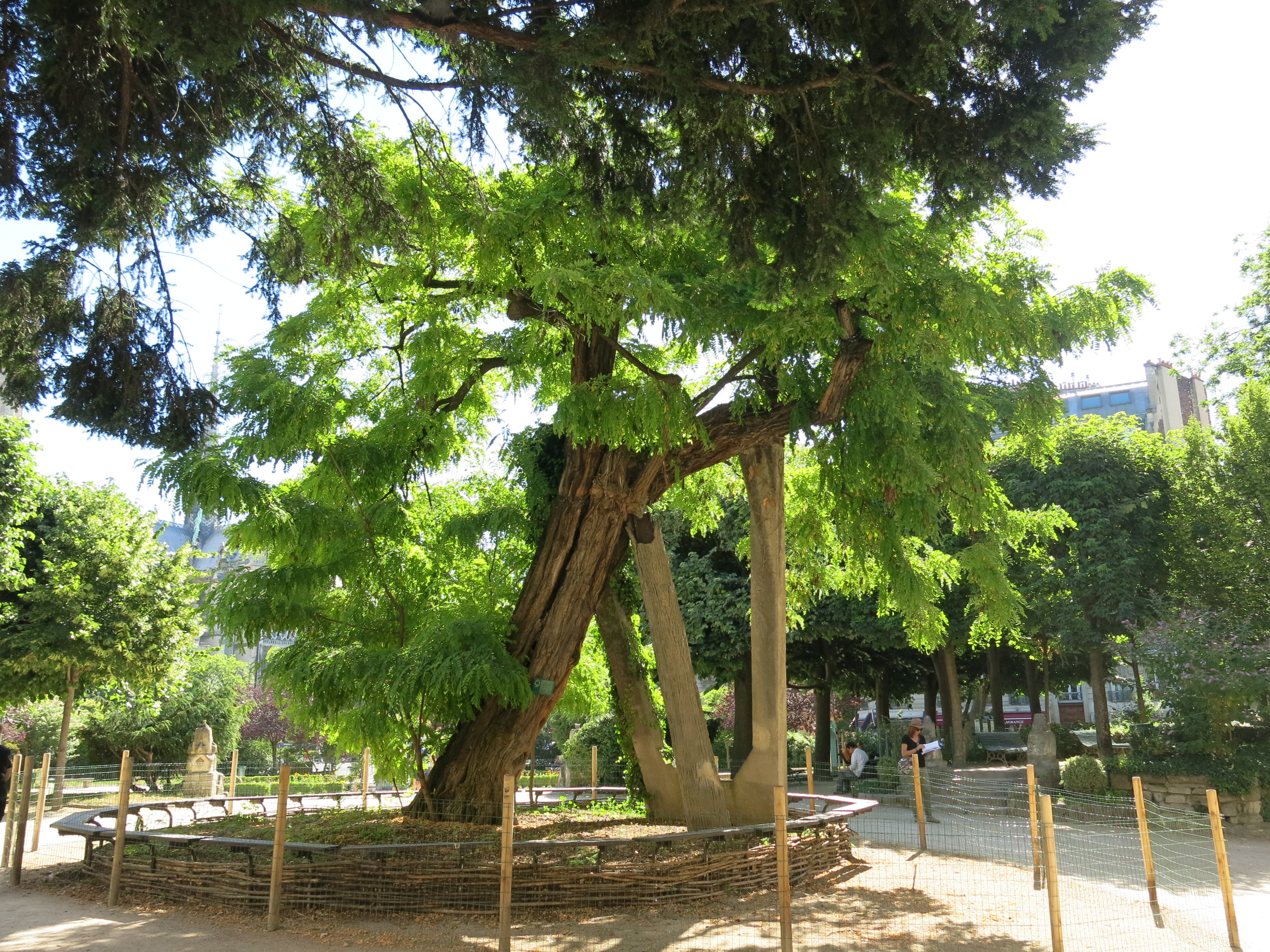
Robinia square René-Viviani, Paris (1601).

Jean Robin fue un botánico y farmacéutico francés, nacido en el 1550 en París y fallecido el 25 de abril de 1629 en la misma ciudad.

## Biografía
Botánico y arboricultor del Rey durante los reinos de Enrique IV y de Luis XIII, fue encargado de realizar un jardín botánico en la isla de Notre-Dame por la Facultad de Medicina de París.
Cultivó algunas plantas exóticas, como por ejemplo la robinia a la que trajo de las colonias de América a Francia en el 1601, cuyo nombre le hace honor. Editó un catálogo de 1300 especies cultivadas en 1601 titulado Catalogus stirpium tam indigenarum quam exoticarum.
Su hijo Vespasien Robin (1579-1662) fue botánico también.

## Honores
Carlos Linneo lo honra con el género Robinia L. 1753